# Hypopterygiopsis reptans
Hypopterygiopsis reptans là một loài dương xỉ trong họ Selaginellaceae. Loài này được Sakurai mô tả khoa học đầu tiên năm 1943.
Danh pháp khoa học của loài này chưa được làm sáng tỏ. 